# 2022년 동계 올림픽 사우디아라비아 선수단
2022년 동계 올림픽 사우디아라비아 선수단은 2022년 2월 4일부터 2월 20일까지 중화인민공화국 베이징에서 개최되는 2022년 동계 올림픽에 참가한 올림픽 사우디아라비아 선수단이다. 사우디아라비아의 동계 올림픽 참가는 이번이 사상 처음이다.
2021년 초, 사우디 동계스포츠 연맹은 이번 베이징 동계올림픽 첫 출전을 앞두고 스키와 스노보드 국가대표를 선발한다고 밝혔다. 해외 거주 사우디인을 비롯해 전세계에서 총 100명의 선수가 출전을 신청하였고, 그 중 8명의 선수가 올림픽 진출 예선 준비를 위한 추가훈련에 돌입하였다. 최종적으로 사우디아라비아는 알파인스키 1종목에서 남자선수 1인을 출전시키게 되었다.
개막식 기수는 유일한 참가선수인 파비크 아브디 선수가 나섰다.

## 참가 규모
다음은 이번 대회의 종목별 참가 선수 규모이다.
| 종목       | 남자 | 여자 | 총합 |
| ---------- | ---- | ---- | ---- |
| 알파인스키 | 1    | 0    | 1    |
| 총합       | 1    | 0    | 1    |

## 알파인스키
알파인스키 종목에서 사우디아라비아는 남자 1명의 출전권을 처음으로 확보하였다. T올림픽 출전기준에 총 두 명의 선수가 조건을 만족하였으며, 내부선발을 거쳐 파비크 아바디가 최종 국가대표로 선발되었다.
| 선수          | 종목        | 1차 시도 | 1차 시도 | 2차 시도 | 2차 시도 | 종합    | 종합 |
| 선수          | 종목        | 기록     | 순위     | 기록     | 순위     | 기록    | 순위 |
| ------------- | ----------- | -------- | -------- | -------- | -------- | ------- | ---- |
| 파이크 아브디 | 남자 대회전 | 1:21.44  | 51       | 1:25.41  | 45       | 2:46.85 | 44   |